# Fresh Widow
Fresh Widow är ett installationskonstverk av Marcel Duchamp, som han lät tillverka i original 1920 i New York.

## Verket
Fresh Widow (Fräck änka) är ett franskt fönster (dubbeldörrar med glas) i trä i förminskad skala, där de åtta glasrutorna är täckta på framsidan med fyrkanter av svart läder. Fönstret är målat i en turkosblå färgnyans och monterat på en fotbräda. På denna finns text i klisterlappsbokstäver i svart: "FRESH WIDOW, COPYRIGHT och ROSE SELAVY 1920". Skulpturen visas stängd, men fönsterhalvorna sitter på gångjärn, är försedda med glasknoppar och är öppningsbara. 
Marcel Duchamp lät en snickare i New York göra detta föremål under sommaren eller hösten 1920 efter att ha återkommit dit från en resa till Buenos Aires via Paris. Han har sedan tillfört texten. Det rör sig således inte om en readymade, ett eller flera "upphittade" föremål, vilka ansågs ha transformerats till konstföremål genom konstnärens urval. I detta fall rörde det sig om en modell av en i huvudsak funktionellt användbar hantverksmässig produkt, vilken med ett påskrivet besked om sin unikhet ansågs ha blivit ett konstföremål med anspråk på verkshöjd och upphovsrätt. Marcel Duchamps biograf Arturo Schwartz benämner det därför en "semi-readymade".

## Titel och tolkningar
Verkets namn är en ordvits. Den aktuella typen av fönsterdörrar går på engelska under benämningen "French windows". Genom att ta bort ett "n" från vart och ett av orden fick han "Fresh widow" med grundbetydelsen "nybliven änka".
Konstnärspseudonymen "Rose Sélavy" är också en ordvits. Det är en homonym till den franska klyschan "éros, c'est la vie!", på svenska "kärleken är livet!" eller *sexualdriften, det är livet!". Marcel använde med Fresh widows denna pseudonym, senare med ändrad stavning "Rrose Sélavy", för första gången. Den markerar närmast Duchamps kvinnliga alter ego.
Fresh Widow har varit föremål för många tolkningar. Det skapades 1920, strax efter första världskriget, som Duchamp av hälsoskäl frikallats från, och det är tämligen klart att titeln alluderar på de då många nyblivna franska krigsänkorna. Även de svarta rutorna i det ogenomskinliga fönstret har setts som en anspelning på änkedok. Det ligger sedan en dubbeltydighet genom den erotiskt tydbara pseudonymen, då "freshness" även kan anspela på djurs sexuellt aktiva perioder. 

## Olika exemplar
Originalet från 1920 har storleken 77,5 x 44,8 centimeter plus fotbrädan på 1,9 x 53,4 x 10,2 centimeter och finns på Museum of Modern Art i New York.
Det har sedan gjorts av Marcel Duchamp godkända repliker i två omgångar. Det första tillfället var i Stockholm 1960, då en kopia i ett exemplar framställdes under överinsikt av Ulf Linde för Moderna Museets utställning Rörelse i konsten 1961. Denna, som mäter  77 x 51,8 x 10,5 centimeter, donerades av Ulf Linde efter utställningen och finns bevarad på Moderna museet i Stockholm.  Moderna museet använder Fräck änka som undertitel till konstverket.
Därefter gjordes en edition av Galleri Schwartz i Milano 1964 och under medverkan på distans av Marcel Duchamp. Den numrerade och signerade upplagan var på åtta exemplar, med samma mått som originalet, vartill kom ett exemplar till Arturo Schwartz och ett till Marcel Duchamp. Dessutom gjordes två extra exemplar för att användas för tillfälliga visningar på museer.
Upplageexemplaren finns ett på bland andra National Gallery of Art i Washington, Tate Gallery och Musée National d'Art Modene i Paris.